# Körpertherapie
Körpertherapie (häufig synonym mit Körperpsychotherapie verwendet) bezeichnet Behandlungsmethoden zur Verbesserung von Körperhaltungen und Bewegungsabläufen. Je nach Methode werden spezielle manuelle Techniken, ähnlich wie bei der Massage oder der Physiotherapie oder Anleitungen zur Schulung von Haltungen und Bewegungen oder Mischformen von manuellen Techniken und Anleitungen angewendet. Fast alle Körpertherapiemethoden betonen die Bedeutung psychosomatischer Wechselwirkungen und gehen davon aus, dass die Körpertherapie positive psychische Veränderungen bewirkt. Im Unterschied zur Körperpsychotherapie sind körpertherapeutische Behandlungen aber nicht unbedingt in ein psychotherapeutisches Konzept eingebettet.

## Methoden
- Akupressur und DAO Akupressur – Eine Methode der traditionell chinesischen Medizin
- Akupunktmassage nach Penzel – Eine der chinesischen Akupunktur angelehnte Massagetechnik
- Akupunktur Massage ESB-APM-ORK nach Radloff
- APM-Therapie (Akupunktmassage-Therapie)[3]
- Alexander-Technik von Frederick Matthias Alexander – Eine Lehrmethode, mit welcher der Schüler lernt, seine Haltungs- und Bewegungsgewohnheiten zu beobachten und zu analysieren und körperlich dysfunktionale Gewohnheiten abzulegen. Die Methode hat Ähnlichkeit mit der Feldenkrais-Methode.
- Atemtherapie
- Bartenieff Fundamentals von Irmgard Bartenieff auf Laban-Bewegungsstudien begründet
- Biodynamische Psychologie nach Gerda Boyesen
- Bioenergetik nach Alexander Lowen
- Body-Mind-Centering (BMC), nach Bonnie Bainbridge Cohen
- Bowen-Therapie
- Breema
- Budopädagogik, (fernöstliche Verfahren traditioneller Bewegungs- und Budō-Kampfkünste in moderner Pädagogik und Therapie) nach Jörg-Michael Wolters
- Core Evolution und CoreSoma nach Siegmar Gerken & Cornelia Gerken
- Cranio-Sacral-Therapie
- Erfahrbarer Atem nach Ilse Middendorf
- Esalen-Massage – Eine ganzheitliche Form von Körperarbeit, die am Esalen-Institut in Kalifornien entwickelt wurde
- Eutonie von Gerda Alexander – Eine Körpertherapie bzw. Schulung mit dem Ziel, das Körperbewusstsein mittels Wahrnehmung in Ruhe und Bewegung zu verbessern. Körperliches und seelisches Wohlbefinden soll durch Spannungsausgleich hergestellt werden.
- Fasciatherapie – Palpatorische Befundung und Behandlung des Fasziensystems[4] des Körpers (Entlehnung aus dem Lateinischen fascia für „Band“, „Bandage des Körpers“[5] und altgriechisch θεραπεία therapeia „Dienst, Pflege, Heilung“) mittels Positionierung, direktem Druck oder über Ausrichtung der Selbstwahrnehmung (Propriozeption) der Patienten
- Feldenkrais-Methode von Moshé Feldenkrais – Eine körperorientierte Lernmethode, anhand derer man sich mehr über den eigenen Körper und seine Bewegungsmuster bewusst werden kann. Die Methode hat Ähnlichkeit mit der Alexander-Technik.
- Franklin-Methode von Eric Franklin – Eine körperorientierte Lernmethode, die Imagination, wahrnehmungssteigernde Übungen, erlebte Anatomie und Verkörperung einsetzt. Ziel ist, die Motorik über die Optimierung der neurosensorischen Funktionen zu verbessern.
- Funktionelle Entspannung nach Marianne Fuchs – Körpertherapiemethode, bei der spezielle minimale Bewegungen einzelner Gelenke und bewusstem Atmen im Vordergrund stehen
- Gindler-Arbeit nach Elsa Gindler
- Grinberg-Methode nach Avi Grinberg
- Hanna Somatics nach Thomas Louis Hanna
- Integrative Bewegungs- und Leibtherapie (Integrative Bewegungstherapie)
- Jahara von Mario Jahara, eine hydrotherapeutische Anwendung, welche die Ausrichtung des Körpers mit den positiven Eigenschaften des warmen Wassers verbindet
- Jin Shin Jyutsu – Eine esoterische Form der Körpertherapie in Verbindung mit Körperenergiearbeit
- Kinästhetik nach Frank Hatch und Lenny Maietta
- Kinesiologie
- Lauftherapie
- Rebalancing – Eine Körpertherapie, die mittels tiefer Bindegewebsmassage zu einem neuen „Körper-Bewusstsein“ verhelfen soll. Die Methode hat Ähnlichkeit mit Rolfing.
- Rolfing von Ida Rolf – Eine alternativmedizinische manuelle Behandlungsmethode, die auch Strukturelle Integration genannt wird. Es handelt sich um eine Verbindung von Bindegewebsmassage und Körperarbeit. Die Methode hat Ähnlichkeit mit Rebalancing.
- Rosen-Methode nach Marion Rosen – Durch sanfte Berührung verspannter Muskeln und Bereiche, die nicht vom Atem bewegt werden, sollen chronische Verspannungen aufgelöst werden.
- Osteopathie
- Polarity
- Posturale Integration von Jack Painter vereinigt, ähnlich wie Rolfing, Bindegewebsarbeit mit Atemarbeit, reichianische Körpertherapie, Energiearbeit und Elemente aus der Gestalttherapie.
- Qigong chinesische Heilgymnastik verbunden mit mentalen Übungen (Vorstellungskraft)
- Shiatsu
- Skan-Körpertherapie
- Strukturelle Körpertherapie (SKT) von Herbert Grassmann. Tiefe Körperarbeit durch die Verbindung von struktureller und neurologischer Integration.
- Tai Chi in meditativen Bewegungsformen philosophische Leitsätze des Taoismus körperlich verwirklichen und üben
- Tamalpa Life/Art Process aus Anna Halprins Arbeiten an (selbst-)heilenden Aspekten des Tanzens.
- Tanztherapie
- Terlusollogie ein alternativmedizinisches Konzept mit Körperübungsprogramm zur Verbesserung von Aufrichtung und Beweglichkeit
- TRE-Übungen (Tension and Trauma Releasing Exercises), ein insbesondere in Katastrophengebieten evaluiertes Verfahren zum eigeninduzierten Muskelzittern gegen Stress- oder Traumata-Belastungen
- Watsu von Harold Dull – Eine alternativmedizinische hydrotherapeutische Anwendung. Der Therapeut steht in brusttiefem Wasser und bewegt den Klienten nach vorgegebenen Figuren.
- Zero Balancing von Fritz Frederick Smith

## Rechtlicher Status der Körpertherapeuten
Die Berufsbezeichnung Körpertherapeut und auch Körpertherapie sind in Deutschland und der Schweiz nicht geschützt. Körpertherapie als Selbsterfahrung und als Instrument zur Selbstentwicklung unterliegt keiner Beschränkung der Ausübung.

### Deutschland
In Deutschland dürfen Körperpsychotherapien als heilende (Krankheits)behandlung nur von Ärzten, Psychologischen Psychotherapeuten, Kinder- und Jugendlichenpsychotherapeuten und Heilpraktikern angewendet werden.

### Schweiz
In der Schweiz wird Körpertherapie von Heilpraktikern und Therapeuten der Komplementärmedizin angewandt. Jeder Kanton hat diesbezüglich eine eigene Gesetzgebung.